# Manor (Pennsylvanie)
Pour les articles homonymes, voir Manor (homonymie).
Manor est un borough situé au centre-ouest du comté de Westmoreland, en Pennsylvanie, aux États-Unis,. En 2010, il comptait une population de 3 239 habitants, estimée au 1er juillet 2020 à 3 416 habitants. Le borough est fondé en 1873 et incorporé en 1884.

## Démographie
Lors du recensement de 2010, le borough comptait une population de 3 239 habitants. Elle est estimée, en 2020, à 3 416 habitants.